# Episodi di Out of Practice - Medici senza speranza
La prima e unica stagione della serie televisiva Out of Practice - Medici senza speranza è stata trasmessa in prima visione assoluta negli Stati Uniti d'America da CBS dal 19 settembre 2005 al marzo 2006. In Italia è stata trasmessa in prima visione da Rai 2 dal 9 giugno 2007.
| nº | Titolo originale                        | Titolo italiano                   | Prima TV USA      | Prima TV Italia |
| -- | --------------------------------------- | --------------------------------- | ----------------- | --------------- |
| 1  | Pilot                                   | La famiglia Burnes                | 19 settembre 2005 | 9 giugno 2007   |
| 2  | We Wanna Hold Your Hand                 | Ti proteggeremo                   | 26 settembre 2005 |                 |
| 3  | And I'll Cry If I Want To               | Festa... con sorpresa             | 3 ottobre 2005    |                 |
| 4  | The Truth About Nerds and Dogs          | La verità su cani e sfigati       | 10 ottobre 2005   |                 |
| 5  | Brothers Grim                           | Fratelli fardelli                 | 17 ottobre 2005   |                 |
| 6  | The Heartbreak Kid                      | Figlio spezzacuore                | 24 ottobre 2005   |                 |
| 7  | Key Ingredients                         | Una lezione particolare           | 7 novembre 2005   |                 |
| 8  | The Wedding                             | Finché morte non ci separi        | 14 novembre 2005  |                 |
| 9  | Thanks                                  | Feste sfortunate                  | 21 novembre 2005  |                 |
| 10 | Guilt Trip                              | Sensi di colpa                    | 28 novembre 2005  |                 |
| 11 | New Year's Eve                          | Party di capodanno                | 19 dicembre 2005  |                 |
| 12 | Yours, Mine or His?                     | Mio, tuo, suo                     | 9 gennaio 2006    |                 |
| 13 | Model Behavior                          | Modelli di comportamento          | 22 marzo 2006     |                 |
| 14 | Hot Water                               | San Valentino con mamma           | 29 marzo 2006     |                 |
| 15 | You Win Some, You Use Some              | Il richiamo della... prostata     |                   |                 |
| 16 | Doctor of the Year                      | Se quel pavimento potesse parlare |                   |                 |
| 17 | Restaurant Row                          | Il passato non passa mai          |                   |                 |
| 18 | Losing Patients                         | Dottori all'asta                  |                   |                 |
| 19 | Doctors without Bidders                 | Pazienti per tutti                |                   |                 |
| 20 | If These Floors Could Talk              | Il medico dell'anno               |                   |                 |
| 21 | The Lady Doth Protest Too Much          | Weekend da favola                 |                   |                 |
| 22 | Breaking Up Is Hard to Do and Do and Do | Raggiri e verità                  |                   |                 |